# Air Tahiti
Não confunda com a Air Tahiti Nui

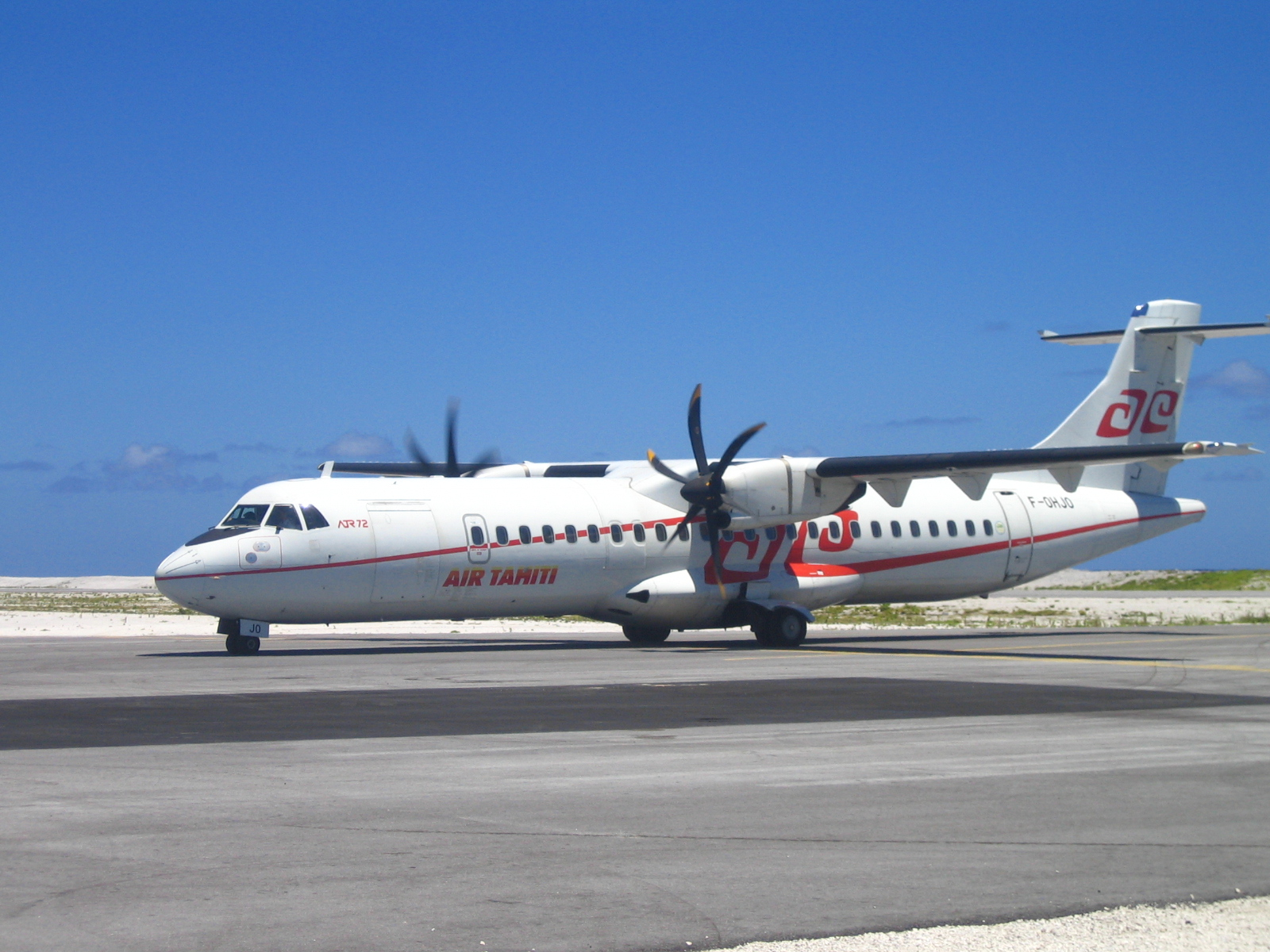
Um dos aviões da frota

Air Tahiti é uma empresa aérea francesa com base na Polinésia Francesa.